# Mały Gerlach

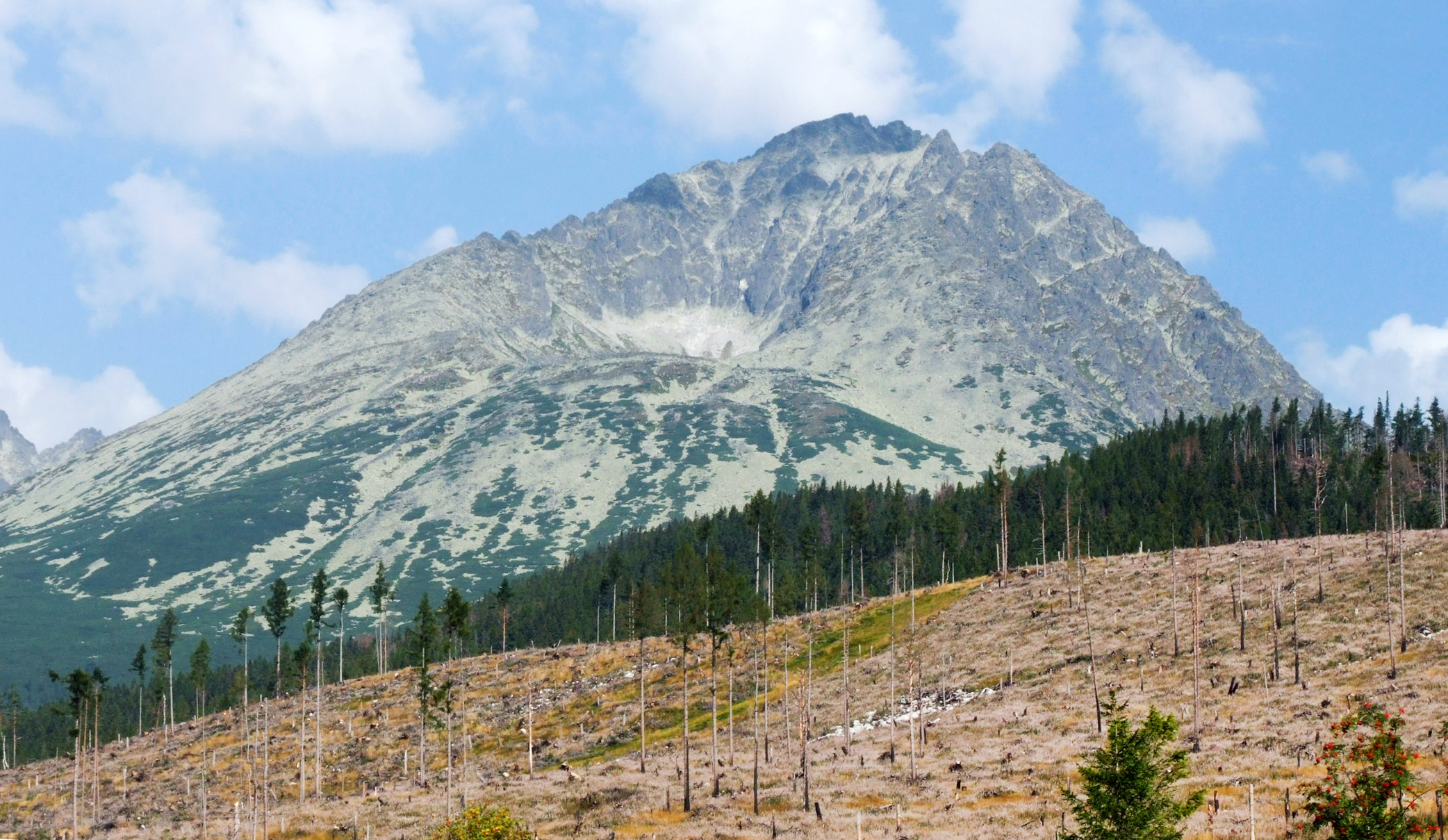
Mały Gerlach górujący ponad Kotłem Gerlachowskim

Mały Gerlach, Mały Gierlach (słow. Kotlový štít, dawniej Malý Gerlach, niem. Kleine Gerlsdorfer Spitze, węg. Kis-Gerlachfalvi-csúcs, 2601 m n.p.m.) – szczyt w masywie Gerlacha (Gerlachovský štít, 2655 m) w Tatrach Wysokich, kończący jego grań biegnącą od Zadniego Gerlacha (Zadný Gerlach, 2616 m) w grani głównej.

## Topografia
Pomiędzy głównym wierzchołkiem masywu Gerlacha a Małym Gerlachem znajduje się kilka podrzędnych obiektów:
- Wyżnie Gerlachowskie Wrótka (Batizovská priehyba),
- Pośredni Gerlach (Gerlachovská veža),
- Pośrednie Gerlachowskie Wrótka (Gerlachovská priehyba),
- Gerlachowska Czuba (Gerlachovský zub),
- Niżnie Gerlachowskie Wrótka (Štrbina za Kotlovým štítom).

Mały Gerlach jest szczytem zwornikowym, od jego wierzchołka odchodzą dwie granie, które okalają Gerlachowski Kocioł (Gerlachovský kotol).
Głównym ramieniem jest grań południowo-wschodnia, znajdują się w niej kolejno następujące obiekty:
- Lawiniasta Przełączka (Lavínová lávka) – opada z niej znany z wypadków Żleb Karczmarza (Krčmárov žľab),
- Ponad Kocioł Turnia (Čertova veža),
- Przełączka nad Kotłem (Sedielko nad Kotlom) – przechodzi przez nią zwykła droga na Gerlach (od Wielickiej Próby),
- Ponad Próbę Turnie (Čertove zuby) – trzy urwiste turnie, przedzielone dwoma przełączkami:
  - Zadnia Ponad Próbę Turnia (Zadný Čertov zub),
  - Zadnia Ponad Próbę Szczerbina (Zadná Čertova štrbina),
  - Pośrednia Ponad Próbę Turnia (Prostredný Čertov zub),
  - Pośrednia Ponad Próbę Szczerbina (Prostredná Čertova štrbina),
  - Skrajna Ponad Próbę Turnia (Predný Čertov zub),
- Skrajna Ponad Próbę Szczerbina (Predná Čertova štrbina),
- Ponad Ogród Turnia (Kvetnicová veža, 2433 m),
- Ponad Staw Przełączka,
- Ponad Staw Turnia,
- Gerlachowski Grzebień (Gerlachovský hrebeň).

Bocznym ramieniem jest grań południowo-zachodnia, w której wznoszą się:
- Przełączka pod Małym Gerlachem (Štrbina pod Kotlovým štítom) – płytkie siodełko, przez które prowadzi zwykła droga na Gerlach,
- Urbanowe Turnie (Dromedárov chrbát) – grupa pięciu wybitnych turni; między dwoma najbardziej wysuniętymi na południe (Urbanową Turnią V i IV) znajduje się Urbanowa Przełęcz (Urbanovo sedlo),
- Urbanowa Szczerbina (Dromedárova štrbina),
- Urbanowa Czuba (Dromedárov hrb, 2367 m),
- Urbanowa Kopka (Urbanova kôpka).

Mały Gerlach góruje nad dolinami:
- od zachodu nad Doliną Batyżowiecką (Batizovská dolina),
- od południowego wschodu nad Gerlachowskim Kotłem (Gerlachovský kotol), górnym piętrem Doliny Stos (Hromadná dolina),
- od wschodu nad Doliną Wielicką (Velická dolina). Jego stoki opadają do Żlebu Karczmarza i jego odnogi.

## Historia
Pierwszego znanego wejścia na Mały Gerlach dokonał pod koniec lat 60. XIX wieku spiskoniemiecki przewodnik Martin Spitzkopf z towarzyszem. Wcześniej mogli tu być myśliwi polujący na kozice. Zimą na szczyt weszli jako pierwsi Josef Bethlenfalvy, Z. Bilek i Alfréd Grósz 19 marca 1928 r.

## Nazewnictwo
Polska nazwa odnosi się do masywu Gerlacha (Mały Gerlach jest najniższym szczytem w tym masywie), natomiast nazwa słowacka Kotlový štít pochodzi od Kotła Gerlachowskiego. Nazwa Kotłowy Szczyt (spolszczona wersja dzisiejszej słowackiej) była dawniej używana w odniesieniu do najwyższego szczytu masywu Gerlacha. Oboczną formą nazwy szczytu jest Mały Gierlach, utworzona na podstawie nazwy Gierlach (zob. wyjaśnienie w haśle Gerlach).